# Çarxan
Çarxan è un comune dell'Azerbaigian situato nel distretto di Şamaxı. Conta una popolazione di 2 600 abitanti.